# Fest der Erstlingsfrucht
Das Fest der Erstlingsfrucht (hebräisch רֵאשִׁית קצִיר Reschit Katzir oder Chag HaBikurim) war im antiken Israel ein jüdisches, agrarisches Fest zur Gerstenernte, das im Rahmen des Pessach (Passahfestes) (im März/April) stattfand und das die siebenwöchige Zählung der Tage bis zum Wochenfest der Weizenernte einleitete. Im christlichen Glauben ist die Auferstehung Jesu Christi am jüdischen Fest der Erstlingsfrucht geschehen, also am Ostersonntag, und das jüdische Wochenfest am 50. Tag darauf entspricht dem christlichen Pfingsten.

## Kontext
Im historischen jüdischen Jahreskalender gab es drei Erntedankfeste:
- das Fest der Erstlingsfrucht (Chag HaBikurim[2][3] oder Reschit Katzir[3]) zur Gerstenernte[4], gefeiert nach dem ersten Tag des Pessachfestes, (hebräisch חג המצות Chag ha-Mazzot, deutsch ‚Fest der ungesäuerten Brote‘);
- das Wochenfest, Schawuot (hebräisch חג השבועות Chag ha-Schawuot, deutsch ‚Fest der sieben Wochen‘) zur Weizenernte, gefeiert am 50. Tag nach dem Pessachfest – das christliche Pendant ist das Pfingstfest;
- und das Laubhüttenfest, Sukkot, (hebräisch חַג הַסֻּכּוֹת Chag ha-Sukkot, deutsch ‚Laubhüttenfest‘) zur Weinlese im Herbst.

Anlässlich dieser Feste brachte man die Opfer gemäß den Anweisungen des Talmud (Bikkurim 1:6) in den Jerusalemer Tempel.

## Termin
Basierend auf Angaben in der hebräischen Bibel bzw. Altem Testament liegt der Termin des Festes kurz nach dem ersten Tag des Passahfestes im Monat Nisan (im März/April) auf einen „Schabbat“, wobei es zwei unterschiedliche Auslegungen gegeben hat, ob der erste Pessachtag (15. Nisan) selbst als „Schabbat“ zählt und das Fest demgemäß am Folgetag (den 16. Nisan) abgehalten wird, oder erst am Tag nach dem Schabbat nach Pessach (siehe 3 Mos 23,9-12 ).
Der genaue Termin des Festes ist entsprechend von Pharisäern und Sadduzäern unterschiedlich festgelegt worden. Im modernen Judentum wird gemäß der Tradition der Pharisäer die Bezeichnung „Schabbat“ auf den ersten Tag (15. Nisan) des Pessachfestes bezogen, gleichgültig ob dieser auf einen reguläreren Schabbat fällt oder auf einen anderen Wochentag, so dass das Fest der Erstlingsfrüchte immer auf den zweiten Tag (16. Nisan) des Pessachfestes fällt (und die Omerzählung einleitet, die am Wochenfest, d. h. am 6. Siwan, endet). Die Sadduzäer bezogen den Begriff „Schabbat“ auf den ersten Samstag in der Pessachwoche, so dass sie das Fest der Erstlingsfrüchte (und damit auch das Wochenfest sieben Wochen später) von Jahr zu Jahr an unterschiedlichen Daten aber immer sonntags feierten.

## Bezug zur Auferstehung Christi
Im Neuen Testament fällt nach der johanneischen Passionschronologie die Auferstehung Christi auf das Fest der Erstlingsfrucht. Auch Paulus von Tarsus bezeichnet Jesus in 1 Kor 15,20  als „Erstlingsfrucht (aparchē) der Entschlafenen“. Fünfzig Tage später, während Schawuot (dem christlichen Pfingsten), waren die Apostel in Jerusalem versammelt, und es kam der Heilige Geist auf sie herab (Apg 2,1-4 ).